# Billinge landskommun
Billinge landskommun var en tidigare kommun i dåvarande Malmöhus län.

## Administrativ historik
Kommunen bildades i Billinge socken i Onsjö härad i Skåne när 1862 års kommunalförordningar trädde i kraft.
Vid kommunreformen 1952 uppgick kommunen i Röstånga landskommun som upplöstes 1969, då denna del uppgick 1967 i Eslövs stad som ombildades 1971 till Eslövs kommun.

## Politik

### Mandatfördelning i Billinge landskommun 1938-1946
| 8 | 12 |

| 20 |

| 10 | 10 |

| 20 |

| 10 | 10 |

| 18 |